# Congrès de Monastir

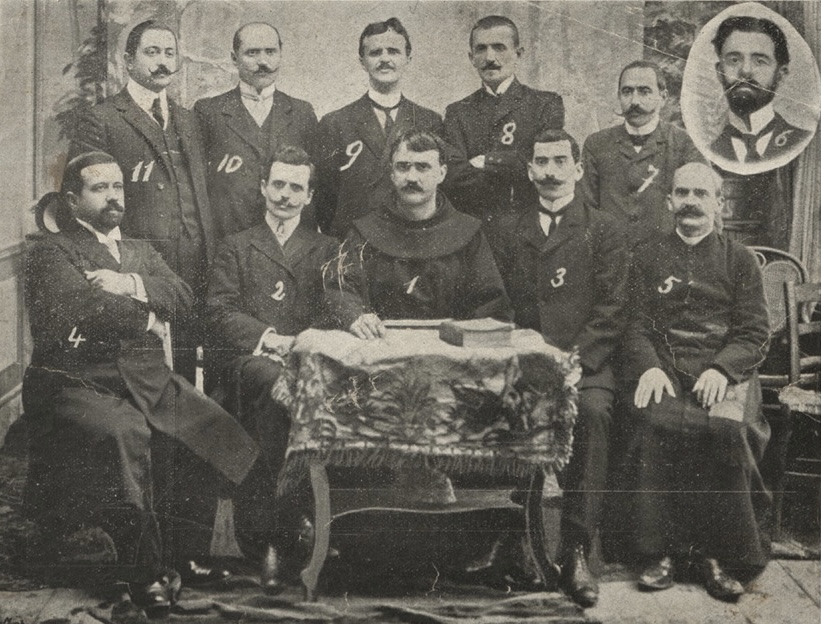
La commission de base du Congrès :

Le Congrès de Monastir (en Albanais : Kongresi i Manastirit) est un congrès scientifique tenu dans la cité de Monastir (Bitola), en novembre 1908, avec pour objectif de normaliser et d'unifier l'alphabet albanais. Le 22 novembre est aujourd’hui commémoré en Albanie, Kosovo, et république de Macédoine, ainsi que dans la diaspora albanaise, comme la Journée de l'Alphabet (en albanais : Dita e Alfabetit).

## Contexte

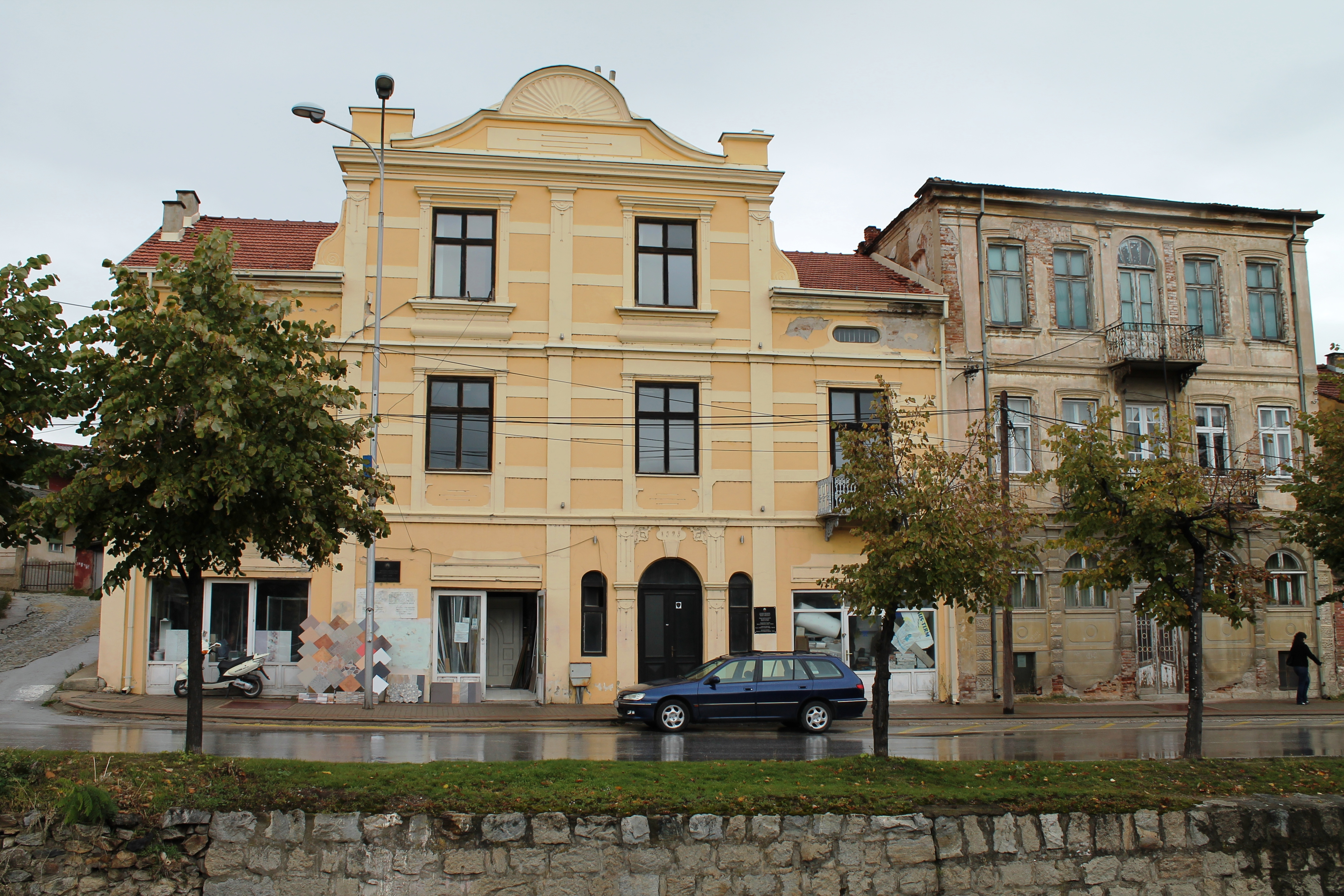
Hôtel de Themistokli Gërmënji où se serait tenu le congrès en novembre 1908

Avant le Congrès, la langue albanaise était représenté par une combinaison de six alphabets distincts, plus un certain nombre de sous-variantes. Elle coexistait avec des écritures en caractères arabes ou grecs,.
Le congrès se tient à Monastir (Bitola, aujourd'hui en Macédoine), du 14 novembre au 22 novembre 1908. Le lieu précis est discuté, entre la maison de Fehim Zavalani (1859-1935), un journaliste et militant albanais, siège d'une Association pour l'Union européenne (en albanais : Bashkimi) et un hôtel propriété de Themistokli Gërmënji. Ce congrès est présidé par Mit'hat Frashëri. Le discours liminaire est de Fehim Zavalani.

## Participants
Les participants au Congrès sont des personnalités de la vie culturelle et politique des territoires albanais habités, dans les Balkans, ainsi que toute la diaspora albanaise d'Amérique, d’Égypte, d'Italie, etc. On compte une cinquantaine de délégués, représentant vingt-trois villes et leurs associations culturelles et patriotiques. 
Trente-deux des participants ont le droit de vote au congrès, et dix-huit sont des observateurs. Parashqevi Qiriazi est l'unique femme parmi les délégués.

## Commission

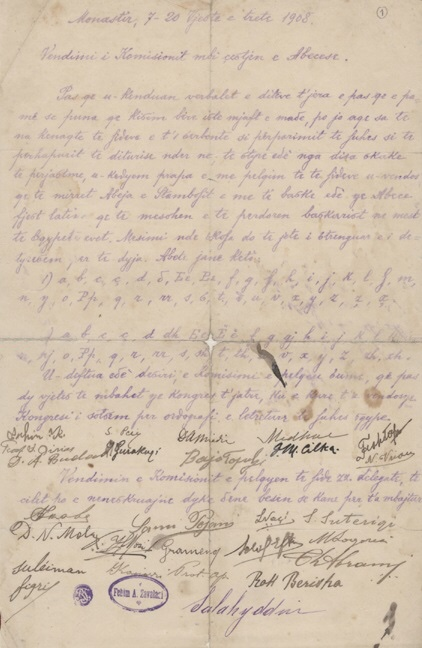
Fac-similé de la décision finale du Congrès

Au début du Congrès, les délégués élisent une commission de base, composée de huit membres, qui organisent les débats des délégués et les autres commissions et groupes de projet du Congrès. Gjergj Fishta est désigné président de la commission de base, et Mit'hat Frashëri est choisi comme vice-président. Luigj Gurakuqi est le secrétaire de cette commission. Les autres membres de la commission sont  Bajo Topulli, Ndre Mjeda, Shahin Kolonja, Gjergj Qiriazi and Sotir Peçi. Mit'hat Frashëri est également désigné président du Congrès et Parashqevi Qiriazi présidente de la commission de l'alphabet, une commission chargée des propositions sur cet alphabet.

## Processus
Les délégués décident que l'alphabet albanais et son orthographe doivent être aussi phonémiques que possible. Trois propositions sont émises : l'alphabet Stamboll (d'Istanbul), l'alphabet Bashkimi (Union) proposé par l'Association de l'Union, et l'alphabet Agimi (Aube). Alors que le Bashkimi et l'alphabet Agimi sont basés sur l'alphabet latin; l'alphabet Stamboll est basé sur l'alphabet utilisé officiellement dans l'Empire ottoman et contient des caractères latins, complété par d'autres symboles. 
À la suite de la présentation de ces trois propositions, les délégués votent pour l'utilisation d'un alphabet Bashkimi, avec quelques modifications. Le consensus est fragile.

## Postérité
Le recteur de l'université de l'Europe du Sud-Est le décrit comme «une des principales dates de la culture albanaise». En 2008, des festivités ont été organisées à Monastir, Tirana et Pristina pour le 100e anniversaire du congrès.